# 仁実
仁実（にんじつ、寛治5年（1091年）- 天承元年6月8日（1131年7月4日））は、平安時代後期の天台宗の僧。藤原公実の次男。母は藤原光子（藤原隆方女）。待賢門院藤原璋子の同母兄。

## 略歴
比叡山に上り、仁覚・仁源・慶朝・仁豪・相覚・宗観などに師事して天台教学を学んだ。鳥羽天皇・崇徳天皇の護持僧を務めた。保安4年（1123年）、33歳で天台座主に就任したが、これは40歳未満の天台座主就任の初例とされる。最勝寺・尊勝寺の灌頂大阿闍梨を務め、大治5年（1130年）に座主を辞退。翌年の天承元年（1131年）、証菩提院別当・法勝寺権別当となるが、同年6月8日に没した。